# Гвоздичные (подсемейство)
Гвозди́чные (лат. Caryophylloideae) — подсемейство цветковых растений, входящее в семейство Гвоздичные (Caryophyllaceae).

## Синонимы
- Dianthoideae Sagorski & Gus.Schneid., 1891
- Lychnidoideae A.Juss., 1846
- Silenoideae Beilschm., 1833

## Описание
Характерный признак подсемейства — более или менее выраженное срастание чашелистиков в основании, в то время как у других семейств они свободны. Венчик у большинства видов имеется, у многих лепестки разделены на доли.
Большинство видов опыляется дневными и ночными чешуекрылыми (Microlepidoptera, Geometridae, Pieridae и Noctuidae), а также бражниками, пчёлами и шмелями. Некоторые виды опыляются комарами.
Базовый набор хромосом — у большинства родов x = 12 или 15, реже — x = 14, 17, 18, 19.

## Ареал
Виды всех родов, кроме Uebelinia, известны в голарктическом регионе. Этот же род — эндемик тропической Африки.

## Значение
Многие виды выращиваются в качестве декоративных растений. Корни видов колючелистника и мыльнянки иногда используются в качестве заменителей мыла, так как содержат сапонины. Корни качима изредка используются как топливо.

## Трибы
- Caryophylleae Lam. & DC., 1806 — Гвоздичные — 16 родов, в том числе Dianthus L., 1753 (Гвоздика)
- Drypideae Fenzl, 1840 — один род Drypis L., 1753 (Дрипис)
- Sileneae DC., 1824 — Смолёвковые — 5 родов, в том числе Silene L., 1753 (Смолёвка)